# Valdés, Asturias
Valdés là một đô thị trong cộng đồng tự trị của Công quốc Asturias, Tây Ban Nha.

## Liên kết ngoài

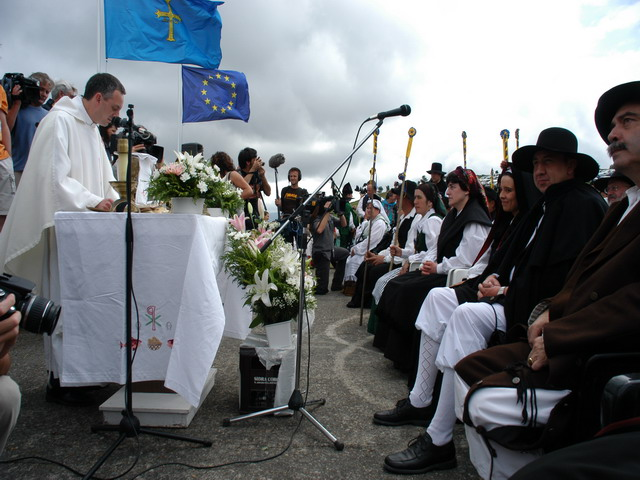
Vaqueira wedding in Aristébano.

## Nhân khẩu
Bản mẫu:Nhân khẩu 5col